# Murieston Castle
Murieston Castle ist die Ruine eines Wohnturms aus dem 16. Jahrhundert, etwa 3 km westlich von West Calder, westlich von Murieston Water bei der Murieston Castle Farm in der schottischen Council Area West Lothian.

## Restaurierung
Murieston Castle war Anfang des 19. Jahrhunderts eine Ruine und wurde dann in den 1820er-Jahren oder 1830er-Jahren restauriert. Es wurde als überrestauriert beschrieben, sodass es eher den Charakter einer Folly hatte. Die Restaurierung war von John Keir in Auftrag gegeben worden, der das Anwesen Wester Murieston 1819 gekauft hatte.

## Beschreibung
Die Burg war rechteckig, die Mauern waren aus Bruchstein und das Gebäude war zwei Stockwerke hoch. Auf Höhe des 1. Obergeschosses gibt es ein Türmchen ohne Dach, das aus dem übrigen Gebäude hervorspringt. Das Tower House ist etwa 7 Meter lang (gemessen in Nordwest-Südostrichtung) und 5 Meter breit.
Es gibt eine Außentreppe zum Obergeschoss. Ein doppelter Eingang trägt ein Medaillon mit dem Wappen im Zwickel.
Die Burgruine ist als Scheduled Monument denkmalgeschützt.